# Лавров, Василий Константинович
Васи́лий Константи́нович Лавро́в (1898 — 29 июля 1938) — советский военный деятель, начальник штаба ВВС РККА, комкор.

## Биография
Русский, кандидат в члены ВКП(б). Окончил школу морской авиации в 1917 году и теоретические курсы авиации и воздухоплавания при Петроградском политехническом институте.
В Красной Армии с 1918 года. Участник Гражданской войны. В январе 1918 — сентябре 1920 года — командир авиаотряда. Лично участвовал в полётах на выполнение самых ответственных боевых задач, у подчинённых пользовался большим авторитетом. В октябре 1920 — сентябре 1921 года — помощник начальника организационного отделения штаба Главного управления Рабоче-Крестьянского Красного Воздушного Флота.
С августа 1925 по июль 1932 года В. К. Лавров занимал должности начальника  ВВС Чёрноморского флота. Далее заместителя начальника штаба Управления ВВС РККА, начальника НИИ ВВС, инспектора ВВС РККА. В период с 1934 по 1937 годы — начальник штаба Управления Военно-воздушных сил РККА. В 1936 году был ответственным редактором журнала «Вестник Воздушного Флота».

## Адрес
Москва, Чистопрудный бульвар, дом 14, квартира 42.

## Репрессии
Уволен из РККА в 1937 году. Арестован 27 июля 1937, приговорён ВКВС СССР 29 июля 1938 к ВМН за участие в военно-фашистском заговоре и в тот же день расстрелян, реабилитирован посмертно 30 июля 1956.